# Petr Mihálik
Ing. Petr Mihálik (* 7. října 1960) je český politik a systémový inženýr, v letech 2010 až 2014 zastupitel města Ostravy a dlouholetý zastupitel Městského obvodu Ostrava-Poruba (v letech 2002 až 2006 radní a od roku 2006 místostarosta), člen ČSSD.

## Život
Vystudoval obor systémové inženýrství na Ekonomické fakultě Vysoké školy báňské v Ostravě (promoval v roce 1986, získal titul Ing.).
Pracoval jako programátor - analytik a softwarový pracovník. Od roku 1992 je živnostníkem. Má specializovanou firmu (realitní agentura Realsoft) na správu nemovitostí a tvorbu aplikačního softwaru (a je tak zaměstnavatelem necelých dvou desítek odborných pracovníků).
Petr Mihálik je ženatý a má syna, žije v Ostravě.

## Politické působení
Od roku 1997 je členem ČSSD.
Do politiky vstoupil, když byl v komunálních volbách v roce 1998 zvolen do Zastupitelstva Městského obvodu Ostrava-Poruba. Mandát zastupitele městského obvodu pak obhájil v komunálních volbách v roce 2002, 2006 a 2010. Navíc byl v roce 2002 zvolen radním městského obvodu a od roku 2006 působí jako místostarosta, který má na starosti odbor investic. V komunálních volbách v roce 2014 vedl úspěšně kandidátku ČSSD a obhájil post zastupitele městského obvodu. ČSSD zároveň tamní volby vyhrála.
V komunálních volbách v roce 2010 se pak rozhodl kandidovat za ČSSD do Zastupitelstva města Ostravy a uspěl.
Do vyšší politiky se pokoušel dostat, když kandidoval ve volbách do Poslanecké sněmovny PČR v roce 2013 na 15. místě kandidátky ČSSD v Moravskoslezském kraji, ale nebyl zvolen.
Ve volbách do Senátu PČR v roce 2014 kandidoval za ČSSD v obvodu č. 72 – Ostrava-město. Se ziskem 19,81 % hlasů skončil v prvním kole na 2. místě a postoupil tak do kola druhého. V něm však poměrem hlasů 47,06 % : 52,93 % prohrál s nestraníkem za hnutí ANO 2011 Peterem Kolibou.